# Château du Bois-Ragot
Pour les articles homonymes, voir Bréon.
Le Château du Bois-Ragot était un château français situé à Cossé-le-Vivien, dans le département de la Mayenne et la région des Pays de la Loire. Il est situé à 2 kilomètres au Sud-Est du bourg, sur la route de Château-Gontier, déjà signalée au XVe siècle comme « grand chemin », car le seigneur du Bois-Ragot est cité aux assises du Comté du Maine « pour chemin empesché entre Chasteau-Gontier et Cossé ». C'est désormais un lieu-dit.

## Chapelle
La Chapelle du Bois-Ragot est fondée à l'autel de Notre-Dame par Philippe de Thuré et décrétée le 8 janvier 1443, dotée du lieu de la Guinemalière

## Seigneurs
La famille de Lancrau est de vieille noblesse, originaire de la terre de Lancrau à Chantocé, mais qu'on trouve dès le commencement du XVe siècle au Verger de Montigné (Montigné-le-Brillant), au Bois-Ragot de Cossé-le-Vivien, à la Saudraie surtout qui resta pendant plus d'un siècle sa résidence principale, et qui par l'alliance avec les Bréon s'est installée en Mayenne.
Les armes qu'elle déclare en 1667 et qu'elle porte toujours sont : d'argent au chevron de sable, accompagné de 3 roses de gueules boutonnées d'or, 2 et 1.